# Đội tuyển bóng đá quốc gia Luxembourg
Đội tuyển bóng đá quốc gia Luxembourg là đội tuyển cấp quốc gia của Luxembourg do Liên đoàn bóng đá Luxembourg quản lý.

## Thành tích tại các giải đấu

### Giải vô địch thế giới
- 1930 - Không tham dự
- 1934 đến 2022 - Không vượt qua vòng loại

### Giải vô địch châu Âu
- 1960 - Không tham dự
- 1964 đến 2024 - Không vượt qua vòng loại

### UEFA Nations League
| Năm       | Hạng đấu  | Bảng      | Pos | Pld | W | D | L | GF | GA | RK   |
| --------- | --------- | --------- | --- | --- | - | - | - | -- | -- | ---- |
| 2018–19   | D         | 2         | 2nd | 6   | 3 | 1 | 2 | 11 | 4  | 44th |
| 2020–21   | C         | 1         | 2nd | 6   | 3 | 1 | 2 | 7  | 5  | 39th |
| 2022–23   | C         | 1         | 2nd | 6   | 3 | 2 | 1 | 9  | 7  | 37th |
| Tổng cộng | Tổng cộng | Tổng cộng | 3/3 | 18  | 9 | 4 | 5 | 27 | 16 | 37th |

### Thế vận hội
- (Nội dung thi đấu dành cho cấp đội tuyển quốc gia cho đến kỳ Đại hội năm 1988)

| Năm           | Kết quả                  | Pld                      | W                        | D                        | L                        | GF                       | GA                       |
| ------------- | ------------------------ | ------------------------ | ------------------------ | ------------------------ | ------------------------ | ------------------------ | ------------------------ |
| 1900 đến 1912 | Không tham dự            | Không tham dự            | Không tham dự            | Không tham dự            | Không tham dự            | Không tham dự            | Không tham dự            |
| 1920          | Vòng 1                   | 1                        | 0                        | 0                        | 1                        | 0                        | 3                        |
| 1924          | Vòng 2                   | 1                        | 0                        | 0                        | 1                        | 0                        | 2                        |
| 1928          | Vòng 1                   | 1                        | 0                        | 0                        | 1                        | 3                        | 5                        |
| 1936          | Vòng 1                   | 1                        | 0                        | 0                        | 1                        | 0                        | 9                        |
| 1948          | Vòng 1                   | 2                        | 1                        | 0                        | 1                        | 7                        | 6                        |
| 1952          | Vòng 1                   | 2                        | 1                        | 0                        | 1                        | 6                        | 5                        |
| 1956 đến 1988 | Không vượt qua vòng loại | Không vượt qua vòng loại | Không vượt qua vòng loại | Không vượt qua vòng loại | Không vượt qua vòng loại | Không vượt qua vòng loại | Không vượt qua vòng loại |
| Tổng cộng     | 1 lần vòng 2             | 8                        | 2                        | 0                        | 6                        | 16                       | 30                       |

## Đội hình
Đội hình dưới đây tham dự 2 trận giao hữu gặp Hungary và Bulgaria vào tháng 11 năm 2022.

Số liệu thống kê tính đến ngày 20 tháng 11 năm 2022 sau trận gặp Bulgaria.

| Số | VT | Cầu thủ                   | Ngày sinh (tuổi)  | Trận | Bàn | Câu lạc bộ               |
| -- | -- | ------------------------- | ----------------- | ---- | --- | ------------------------ |
| 1  | TM | Anthony Moris             | 29 tháng 4, 1990  | 53   | 0   | Union SG                 |
| 12 | TM | Ralph Schon               | 20 tháng 1, 1990  | 17   | 0   | Wiltz 71                 |
|    | TM | Tiago Pereira Cardoso     | 7 tháng 4, 2006   | 0    | 0   | Borussia Mönchengladbach |
|    |    |                           |                   |      |     |                          |
| 7  | HV | Lars Krogh Gerson         | 5 tháng 2, 1990   | 90   | 4   | Kongsvinger              |
| 18 | HV | Laurent Jans (đội trưởng) | 5 tháng 8, 1992   | 90   | 1   | Waldhof Mannheim         |
| 2  | HV | Maxime Chanot             | 21 tháng 11, 1989 | 57   | 3   | New York City FC         |
| 13 | HV | Dirk Carlson              | 1 tháng 4, 1998   | 45   | 0   | ADO Den Haag             |
| 17 | HV | Mica Pinto                | 4 tháng 6, 1993   | 26   | 1   | Sparta Rotterdam         |
| 3  | HV | Enes Mahmutovic           | 22 tháng 5, 1997  | 23   | 0   | CSKA Sofia               |
|    | HV | Sofiane Ikene             | 27 tháng 2, 2005  | 1    | 0   | Progrès Niederkorn       |
|    | HV | Fabio Lohei               | 12 tháng 4, 2005  | 1    | 0   | Metz                     |
|    |    |                           |                   |      |     |                          |
| 9  | TV | Danel Sinani              | 5 tháng 4, 1997   | 51   | 9   | Norwich City             |
| 11 | TV | Vincent Thill             | 4 tháng 2, 2000   | 45   | 3   | AIK                      |
| 16 | TV | Leandro Barreiro          | 3 tháng 1, 2000   | 43   | 2   | Mainz 05                 |
| 4  | TV | Florian Bohnert           | 9 tháng 11, 1997  | 34   | 1   | Progrès Niederkorn       |
| 21 | TV | Sébastien Thill           | 29 tháng 12, 1993 | 30   | 2   | Hansa Rostock            |
| 8  | TV | Mathias Olesen            | 21 tháng 3, 2001  | 8    | 0   | 1. FC Köln               |
| 20 | TV | Timothé Rupil             | 12 tháng 6, 2003  | 6    | 0   | Mainz 05                 |
| 15 | TV | Diogo Pimentel            | 16 tháng 7, 1997  | 1    | 0   | Fola Esch                |
| 14 | TV | Dejvid Sinani             | 2 tháng 4, 1993   | 1    | 0   | F91 Dudelange            |
|    |    |                           |                   |      |     |                          |
| 10 | TĐ | Gerson Rodrigues          | 20 tháng 6, 1995  | 51   | 15  | Al Wehda                 |
| 6  | TĐ | Yvandro Borges Sanches    | 24 tháng 5, 2004  | 16   | 1   | Borussia Mönchengladbach |
| 5  | TĐ | Alessio Curci             | 16 tháng 2, 2002  | 2    | 1   | Mainz 05                 |
|    | TĐ | James Alves Rodrigues     | 6 tháng 5, 2004   | 0    | 0   | Venezia                  |
|    | TĐ | Selim Turping             | 12 tháng 11, 2004 | 0    | 0   | Borussia Mönchengladbach |

#### Triệu tập gần đây
| Vt | Cầu thủ             | Ngày sinh (tuổi)  | Số trận | Bt | Câu lạc bộ         | Lần cuối triệu tập                     |
| -- | ------------------- | ----------------- | ------- | -- | ------------------ | -------------------------------------- |
| TM | Eldin Latik         | 22 tháng 12, 2002 | 0       | 0  | Progrès Niederkorn | v. Litva, 25 September 2022            |
|    |                     |                   |         |    |                    |                                        |
| HV | Marvin da Graça     | 17 tháng 2, 1995  | 25      | 3  | Austria Wien       | v. Litva, 25 September 2022            |
| HV | Eric Veiga          | 18 tháng 2, 1997  | 6       | 0  | Vilafranquense     | v. Litva, 25 September 2022            |
| HV | Vahid Selimović     | 3 tháng 4, 1997   | 11      | 1  | Free agent         | v. Bosna và Hercegovina, 29 March 2022 |
|    |                     |                   |         |    |                    |                                        |
| TV | Aldin Skenderovic   | 28 tháng 6, 1997  | 27      | 0  | F91 Dudelange      | v. Litva, 25 September 2022            |
| TV | Christopher Martins | 19 tháng 2, 1997  | 55      | 1  | Spartak Moscow     | v. Quần đảo Faroe, 14 June 2022        |
| TV | Olivier Thill       | 17 tháng 12, 1996 | 40      | 3  | Eyüpspor           | v. Quần đảo Faroe, 14 June 2022        |
|    |                     |                   |         |    |                    |                                        |
| TĐ | Maurice Deville     | 31 tháng 7, 1992  | 61      | 3  | Swift Hesperange   | v. Litva, 25 September 2022            |
| TĐ | Michael Omosanya    | 15 tháng 12, 1999 | 2       | 0  | Fola Esch          | v. Litva, 25 September 2022            |
| TĐ | Edvin Muratović     | 15 tháng 2, 1997  | 11      | 1  | RFCU               | v. Quần đảo Faroe, 14 June 2022        |

INJ Rút lui do chấn thương.
RET Đã chia tay đội tuyển quốc gia.
PRE Đội hình sơ bộ.